# Миколай Вижицький
Міколай Іґнаци Вижицький гербу Восьмиріг (пол. Mikołaj Ignacy Wyżycki; пом. 7 квітня 1757) — шляхтич, релігійний діяч, львівський латинський архієпископ.

## Життєпис
Другий син Яна (хорунжий київський, староста брацлавський) та його дружини — подільської воєводички Жабоклицької (доньки Нікодема), внук похованого в костелі бернардинців Львова Станіслава Вижицького.
До призначення до Львова був деканом краківським. На посаду його благословив кардинал, луцький і краківський єпископ Ян Александер Ліпський. За його керівництва було засновані кляштори оо. камедулів (Старий Милятин), оо. паулінів (Нижнів), оо. кармелітів (Куткір, сестри-милосердниці (Львів). 
Особисто візитував храми Львівської архидієцезії. Після беатифікації Яна з Дуклі)1733 р.) та проголошення його патроном Польщі, Литви і Русі Папою Климентом XII (1739 р.) сприяв, за декретом Папи Бенедикта XIV, пишному поміщенню його мощей в головному вівтарі латинської катедри Львова. За нього було організовано урочистості у Львові з нагоди канонізації святого Франциска. Від Папи Бенедикта XIV отримав фігуру розп'яття для використання її під час мес, привезену англійським королевичем Джейкобом. За його дозволом від 1747 р. Львівська архідієцезія РКЦ передала костел св. Хреста (костелик) для духовних відправ Василіянам у постійне користування в Бучачі. З канонічною візитацією в Бучачі перебував, зокрема, 20 жовтня 1744 року.
Надав дозвіл євреям у Станіславі. Його наступником мав стати єпископ Миколай (Дембовський).
На початку 1920-х на хорах костелу святого Казимира був його портрет.
Після того, як Микола Василь Потоцький змінив римо-католицький обряд на східний, конфліктував з ним.